# Gostomko
Gostomko (dodatkowa nazwa w j. kaszub. Gòstómkò; niem. Gostomken, Fichtenau) – wieś kaszubska w Polsce na Pojezierzu Kaszubskim położona w województwie pomorskim, w powiecie kościerskim, w gminie Lipusz otoczona lasami i oddalona 2 kilometry od drogi krajowej nr  ze Stargardu do Gdyni. Wieś leży nad jeziorem Gostomskim i na turystycznym  szlaku Kamiennych Kręgów. Powierzchnia sołectwa wynosi 16,74 km²
W latach 1975–1998 miejscowość administracyjnie należała do województwa gdańskiego.

## Osoby związane z Gostomkiem
- Leon Kulas